# Thomas Lumley-Saunderson (3e comte de Scarbrough)
Thomas Lumley-Saunderson, 3e comte de Scarbrough, (vers 1691 - 15 mars 1752) est un pair, officier britannique et diplomate.

## Biographie
Né Thomas Lumley, il est le troisième fils de Richard Lumley (1er comte de Scarbrough) et de son épouse, Frances. Il entre dans l'armée avant 1714, devient colonel du régiment de dragons de Tyrrell en 1715 et lieutenant-colonel du régiment d'infanterie de Lord Hinchinbroke en 1717. De 1716 à 1731, il est greffier du conseil du duché de Lancastre et envoyé au Portugal de 1722 à 1724.
On pense que Lumley a violé Teresia Constantia Phillips (en) à l'âge de 12 ou 13 ans sous le pseudonyme de "Thomas Grimes". Phillips elle-même n'a jamais réalisé qui était son agresseur et, curieusement, son autobiographie ultérieure a été dédiée au 3e comte de Scarborough .
Il est le député (anti-Walpole) Whig d'Arundel de 1722 à 1727 et de 1727 à 1740, dans le Lincolnshire, lorsqu'il hérite de son titre de frère aîné, mort sans enfant. En 1723, il prend le nouveau nom de famille de Saunderson après avoir hérité de la succession de son cousin maternel, James Saunderson, premier comte de Castleton, et est nommé chevalier compagnon de l'Ordre du Bain en 1725. De 1726 à 1727, il est un écuyer de Frédéric, prince de Galles, de George II de 1727 à 1730 et de trésorier du prince de Galles de 1738 à 1751.
Le 27 juin 1724, il épouse Frances Hamilton, deuxième fille de George Hamilton (1er comte d'Orkney). Ils ont deux enfants:
- Richard Lumley-Saunderson (4e comte de Scarbrough).
- Frances (décédée en 1796), mariée à Peter Ludlow (1er comte Ludlow).